# Guido Landra
Guido Landra (né à Rome le 16 février 1913 et mort le 14 décembre 1980 dans la même ville) est un anthropologue et un théoricien du racisme italien. Il fut également membre du comité de rédaction de la revue fasciste La Difesa della razza.

## Biographie
Diplômé en anthropologie en 1936, Guido Landra devient l'assistant de Sergio Sergi à la chaire d'anthropologie de l'Université de Rome.
Le 24 juin 1938, il est reçu par le Président du Conseil italien Benito Mussolini qui le charge de rédiger le « Manifeste de la race » (« Il Manifesto della razza »), un document parut le 14 juillet de la même année destiné à établir l'existence de la race italienne et son appartenance au groupe des races aryennes, et à séparer les Italiens des Juifs et des Tsiganes.
À l'automne 1938, Landra se rend en Allemagne où il rencontre les principaux dignitaires et idéologues du régime nazi : Alfred Rosenberg, Heinrich Himmler, Rudolf Hess et le Führer lui-même, qui lui décernera des éloges et le décorera de l'Ordre de la Croix-Rouge allemande 1re classe (Deutsches Rotes Kreuz). Lors de son séjour en Allemagne nazie, Guido Landra visitera notamment le camp de concentration de Sachsenhausen pour étudier les traits raciaux des détenus. De retour en Italie au début de l'année 1939, il est nommé, sous le gouvernement Mussolini, directeur du bureau d'études et propagande sur la race (Ufficio Studi e Propaganda sulla Razza) au Ministère de la Culture populaire.
Au début des années 1940, Guido Landra se rend à Paris pour participer à la conférence dédiée à la « question juive » en Italie organisée à la Sorbonne, en présence de l'anthropologue Georges Montandon et de l'écrivain Louis-Ferdinand Céline.
De août 1938 à juillet 1943, il publie de nombreux articles dans la revue fasciste La Difesa della razza, dirigée par Telesio Interlandi, un des pivots de la propagande fasciste antisémite.

## Publications

### Ouvrages
- Sulla morfologia del capello presso alcune popolazioni africane (Acioli dell'Uganda, Dauada, Tebu e Tuareg della Libia), Società romana di Antropologia, Roma 1936.
- Una ricerca sistematica sugli ibridi di cinesi ed europee, Società romana di Antropologia, Roma 1936.
- Piccola bibliografia razziale. Le classificazioni delle razze umane, gli studi razziali nella bibliografia antropologia italiana, Ulpiano, Roma 1939.
- Crani umani, In: E. Zavattari (a cura di), Missione biologica nel paese dei borana, vol. I, Regia Accademia d'Italia, Roma 1940.
- Il problema della razza in Romania, Istituto italo-romeno di studi demografici e razziali, 1942.